# 배대윤
배대윤(裵大潤, 1948년 12월 5일~)은 대한민국의 정치인이다. 민선 3기 경상북도 청송군수를 지냈고, 이후 농업을 하고 있다. 경상북도 청송군 진보면 출생이다.

## 학력
- 신촌초등학교 졸업
- 진보중학교 졸업
- 안동고등학교 졸업
- 건국대학교 정치외교학과 학사 졸업

### 비학위 수료
- 서울대학교 행정대학원 졸업

## 경력
- 육군 상병 만기제대
- 서울시 9급 행정직 공채시험 합격
- 제5회 국회입법고등고시 합격
- 제26회 행정고등고시 합격
- 경주시 공보실장
- 경상북도 여론계장
- 내무부 교루협력
- 내무부 기획담당
- 1995 경상북도청 민방위국 국장
- 1995~1997 경상북도 영양군 부군수
- 행정자치부 민방위운영과 과장
- 국가전문행정연수원 기획과장
- 행정자치부 자치정보화담당 부이사관
- 2002.07 ~ 2006.06 제43대 경상북도 청송군 군수
- 2007 경상북도 청송군수 후보

## 전과
- 허위공문서작성교사, 업무상횡령: 벌금 3,000,000원 - 2008년 4월 15일 선고[1]
- 특정범죄가중처벌등에관한법률위반(뇌물), 공직선거법위반: 징역 3년 6월 - 2008년 10월 16일 선고[1]

## 수상
- 1994 근정포장

## 역대 선거 결과
|  | 49.99% |

|  | 48.80% |

|  | 45.84% |

|  | 36.50% |